# Felsenkirche St. Michael

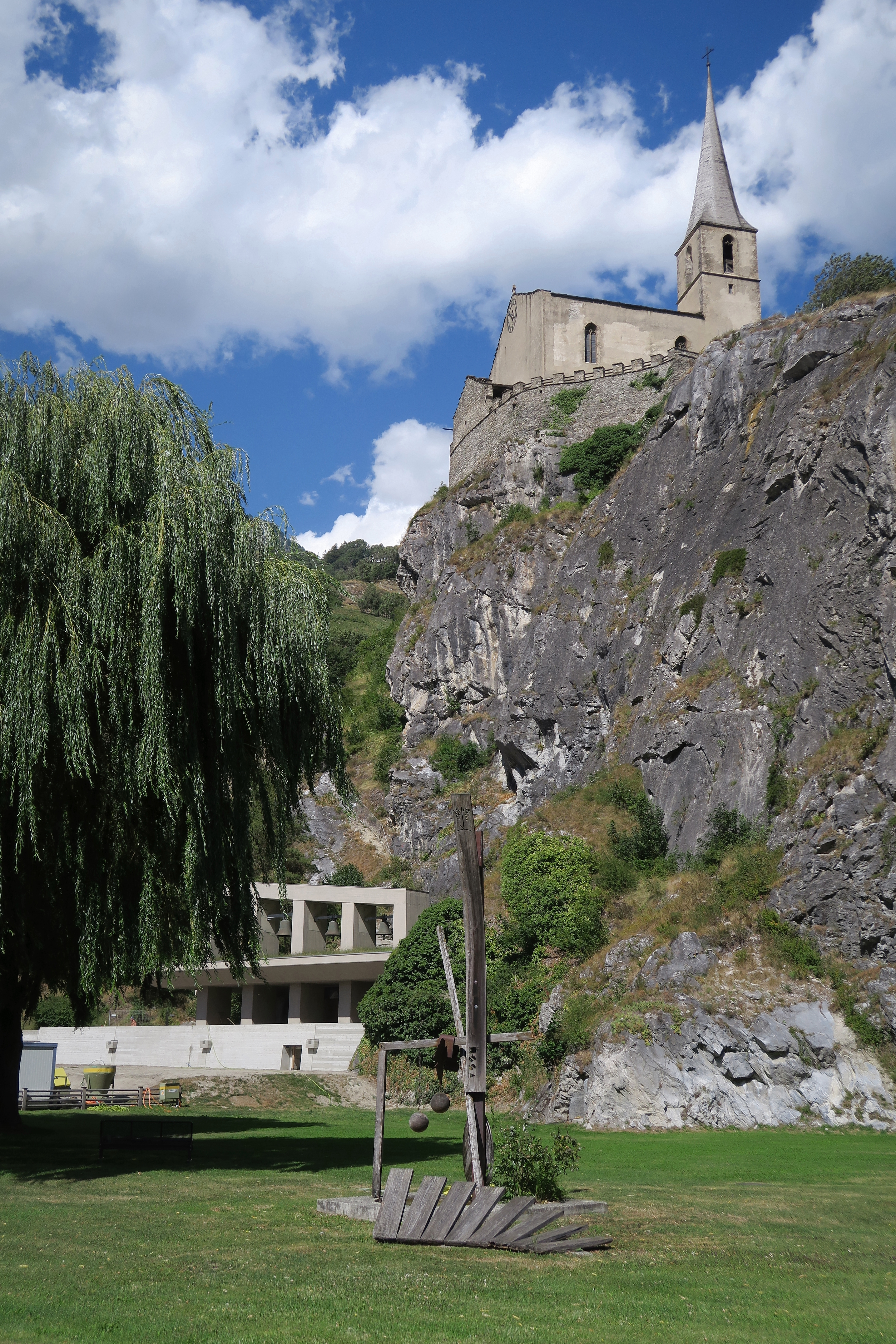
Eingang zur Felsenkirche unter der Burgkirche

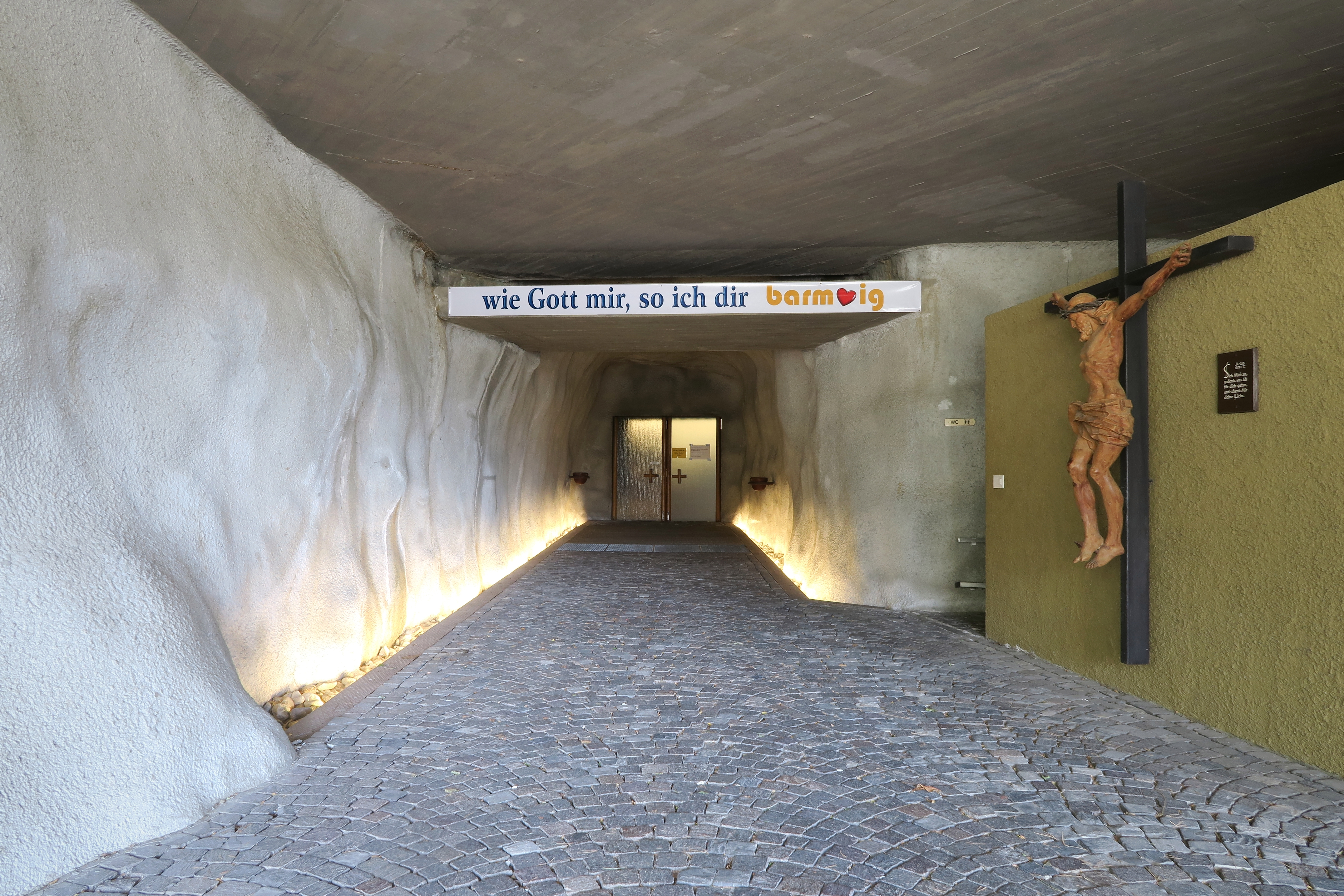
Eingang zur Kirche

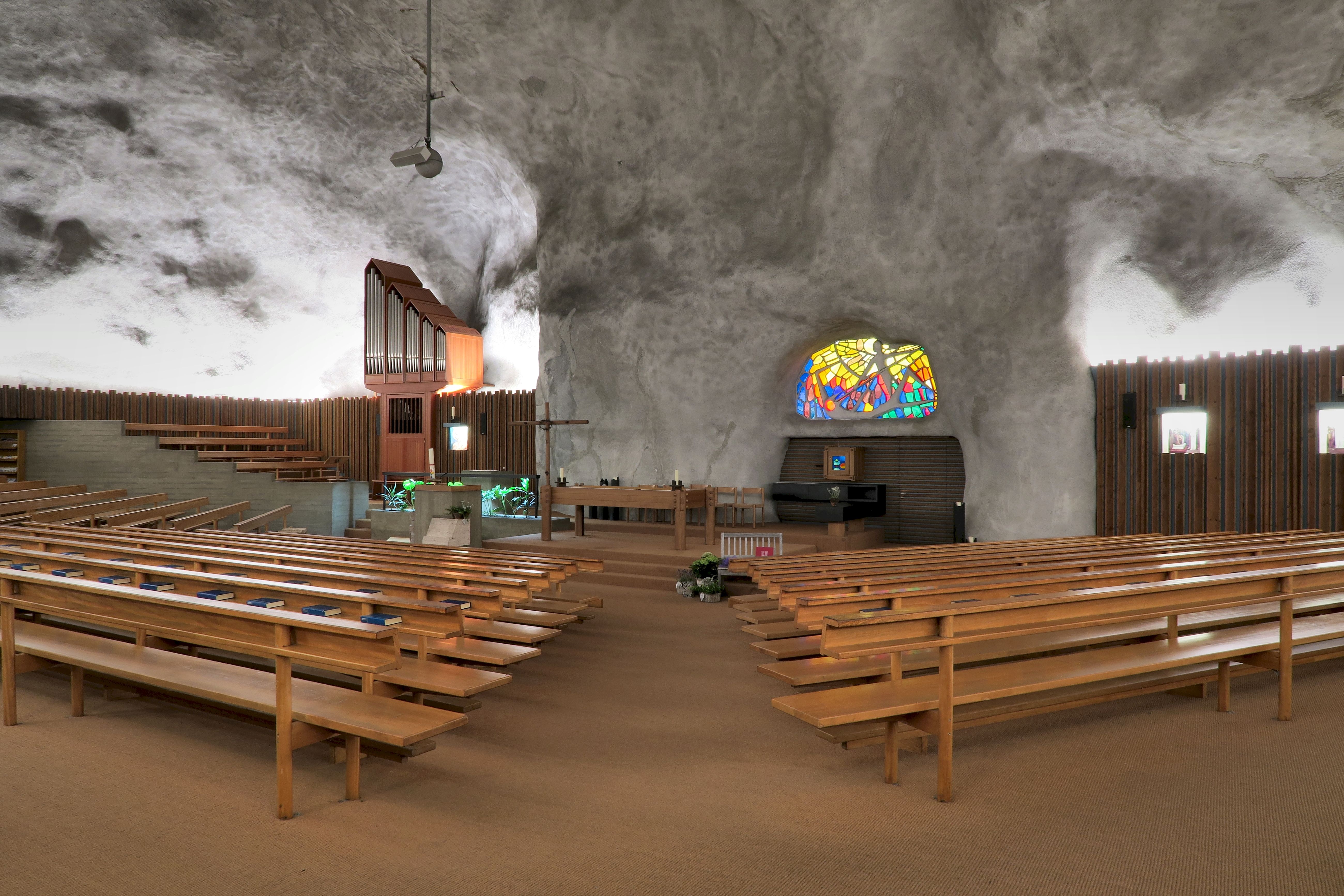
Orgel und Altar

Die Felsenkirche St. Michael ist eine unterirdische Kirche in Raron im Schweizer Kanton Wallis.
Sie befindet sich direkt unter der Burgkirche St. Romanus aus dem frühen 16. Jahrhundert.
Mit 500 Sitzplätzen ist sie das grösste Gotteshaus der Neuzeit, das sich vollumfänglich im Felseninnern befindet. Sie wurde nach einer Bauzeit von drei Jahren unter der Leitung des Architekten Donat Ruff 1974 fertig gestellt und am 28. September 1974 geweiht.
Für den Bau wurde ein Volumen von 6000 m³ aus dem Fels gebrochen, um den Kirchenraum von 670 m² zu erhalten. Seine grösste Höhe beträgt 12 Meter, er ist maximal 35 Meter breit und 19 Meter lang. Die Innenfläche des ausgebrochenen Raums wurde so belassen wie gebrochen, so dass der Eindruck einer Höhle entsteht, wo es keine Trennung von Wand und Decke gibt. Die Oberfläche wurde nicht wesentlich geglättet, sondern lediglich mit Spritzbeton und -putz überzogen. Die einzige geglättete ebene Fläche ist der Fussboden, der von der Rückwand des Raumes zum Altarbereich ein leichtes Gefälle aufweist. Die Kirchenbänke sind in mehreren Blöcken frontal und von der Seite auf den Altar ausgerichtet. Die Kirche kann nur mit Kunstlicht beleuchtet werden, Tageslichtöffnungen sind nicht vorhanden, auch das ein Kennzeichen einer Höhle. Die Gesamtbaukosten beliefen sich auf 1,8 Millionen Schweizer Franken.
Der Altar befindet sich auf einer Breitseite des Kirchenraumes. An der Rückwand hinter dem Altar fällt ein farbiges hinterleuchtetes teilabstraktes Glasbild des heiligen Michael auf, das von dem Künstler Hans Loretan geschaffen wurde. Auch der Taufstein in der Nähe des Altars wurde von diesem Künstler gestaltet.
Beinahe rund um den Kirchenraum sind an der Wand die 14 Stationen des Kreuzwegs angebracht: es sind hinterleuchtete Fotografien des Kreuzwegs der Kirche St. Theodul in Gampel, nur wenige Kilometer entfernt.
Seitlich ist noch eine kleine Andachtsgrotte ausgebrochen, die der Jungfrau Maria gewidmet ist.

## Orgel und Glocken
- Die Orgel befindet sich nicht auf einer Empore, sondern ebenerdig auf der Altarseite. Sie wurde 1982 durch Orgelbau Füglister aus Arbaz gebaut und verfügt über 21 Register auf zwei Manualen und Pedal. Sie ersetzte eine temporäre Chororgel mit vier Registern des gleichen Orgelbauers.[1]

- Über dem Eingangsbauwerk hängen nebeneinander in einem horizontalen Rahmen aus Beton vier Glocken mit den Schlagtönen es' – f' – as' und b', die 1974 bei der Giesserei H. Rüetschi in Aarau gegossen wurden.

## Nachweise
1. ↑  Orgelverzeichnis Schweiz und Liechtenstein:  Kath. Felsenkirche Erzengel Michael Raron VS; hier ist auch die Disposition zu finden.

Koordinaten: 46° 18′ 38″ N, 7° 48′ 9″ O; CH1903: 628029 / 128859